# 張羣
張羣（1889年5月9日—1990年12月14日），字岳軍，四川省華陽縣人，中華民國政治人物，中國國民黨元老成員之一，也是國民黨內部派系政學系的元老之一。

## 生平

### 早年經歷

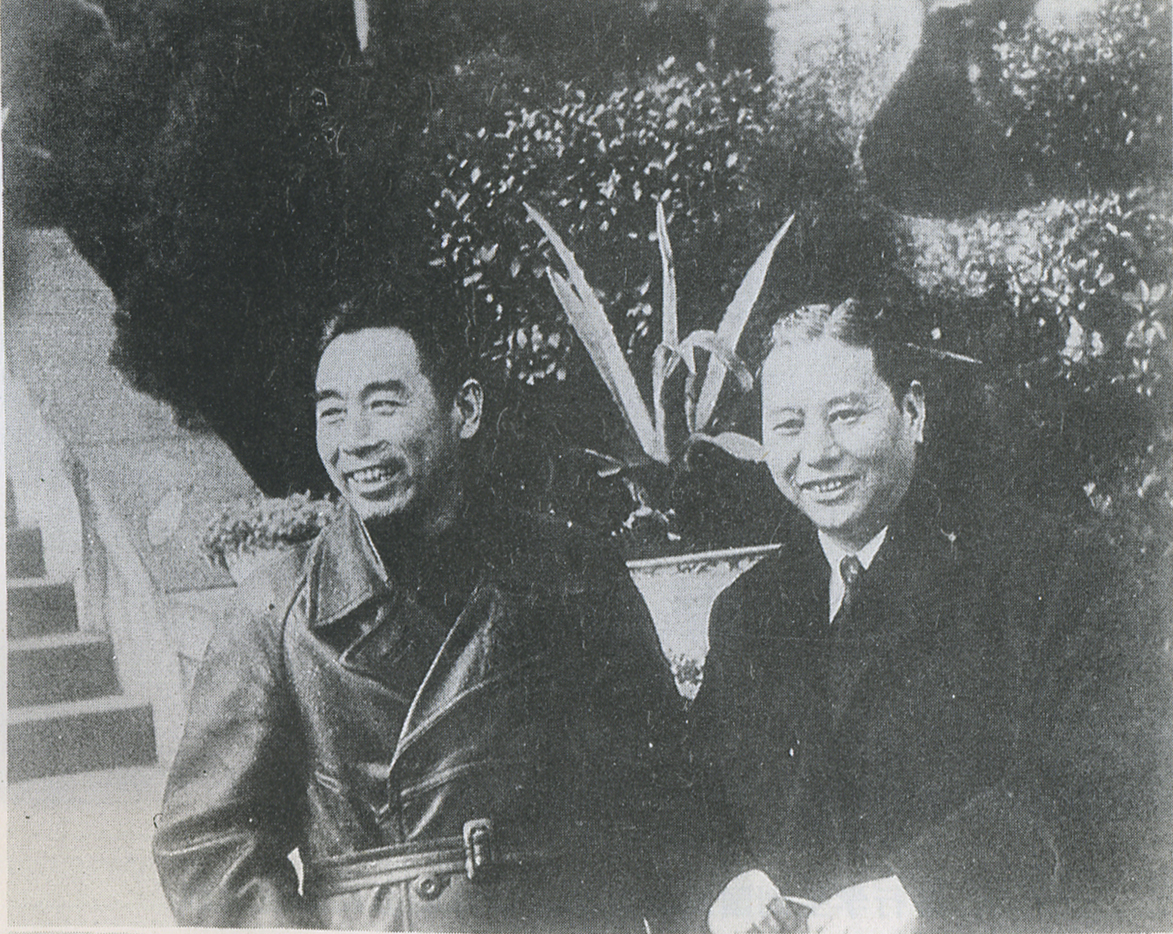
周恩来与張羣（右）

張群生於四川鄉紳家庭，年幼接受傳統私塾教育，後升入四川華陽中學接受新式教育。中學畢業後，就讀保定全國陸軍速成學堂第一期步兵科，1908年10月加入中國同盟會，1908年12月畢業，獲得官費留學日本資格。至日本後就讀東京振武學校，與蔣中正為同學。1910年，蔣介石畢業於振武學校後轉入日本士官學校，和張羣編入高田炮兵第十三师团當士官候補官:457。辛亥革命爆發時，張群完成部隊實習後返回中國上海，在黃郛與蔣中正的推薦進入陳其美指揮的滬軍中任職，曾擔任滬軍第五團團長。中華民國成立，二次革命后，因反袁戰爭失敗，張羣流亡日本，在1913年6月考入陆军士官学校中國留學生班隊第十期騎兵科，于1915年5月毕业。:66后前往南洋，在当地华人学校教书。护国战争爆发后在1915年12月回到中国上海，單任浙江督軍公署參謀，後受岑春煊延攬成為其幕僚，岑春煊轉任北京政府中央任職時，張群跟隨其北上，在北京國民政府任職。
1917年参与了孙中山的护法运动，護法運動失敗後在1919年返回四川省，四川督軍熊克武延攬其擔任成都警察廳廳長，後晉升為四川警務處處長。1923年熊克武在四川軍閥內戰中兵敗離省，張群的職務也被撤銷。後來張群輾轉在北京與河南省等處任職，至1926年被舊同學蔣中正延攬南下廣東省，擔任國民革命軍參謀，此後即追隨蔣中正成為其核心幕僚。

### 中年經歷
1927年起，先後任兵工署長，國立同濟大學校長（1929年），上海特別市市長（1929年至1930年），上海市市長（1930年至1932年），湖北省政府主席。1932年11月6日，張羣在漢口召集四川各軍駐漢口代表開談話會，請各代表分電各將領於11月21日實行停戰:4259。
1935年12月到1937年3月，任國民政府外交部長；险被酆悌阴谋刺杀。1937年1月9日，日本駐華大使川越茂訪外交部長張羣:5335。1月20日，外交部長張羣接見日本大使館秘書須磨，談中日調整邦交問題:5344。1月27日，張羣告日本大使館武官雨宮巽，調整中日邦交，應取消過去非造成之事實，避免今後引起糾紛之行動:5350。2月9日，川樾茂訪張羣:5361。2月13日，張羣宴川樾茂:5364。3月3日，中國國民黨中政會決議，張羣辭去外交部長，王寵惠任外交部長；張羣任中政會秘書長兼外交專門委員會主任委員，曾仲鳴任副秘書長:5377。7月20日，國民政府設立國防參政會，會員75人，張羣任秘書長:5507。
歷任中國國民黨中央政治會議秘書長等職。1938年1月1日，中國國民黨中央常務委員會第六十二次會議議決，行政院副院長一職，選任張羣繼任:5725。8月2日，國民政府令免軍事委員會委員長重慶行營主任顧祝同本兼各職，特派張羣繼任，並免去其原任四川省政府委員兼主席張羣本兼各職，任命王纘緒兼四川省政府主席:5885。
1940年11月22日，國民政府任命張羣兼四川全省保安司令:6418。

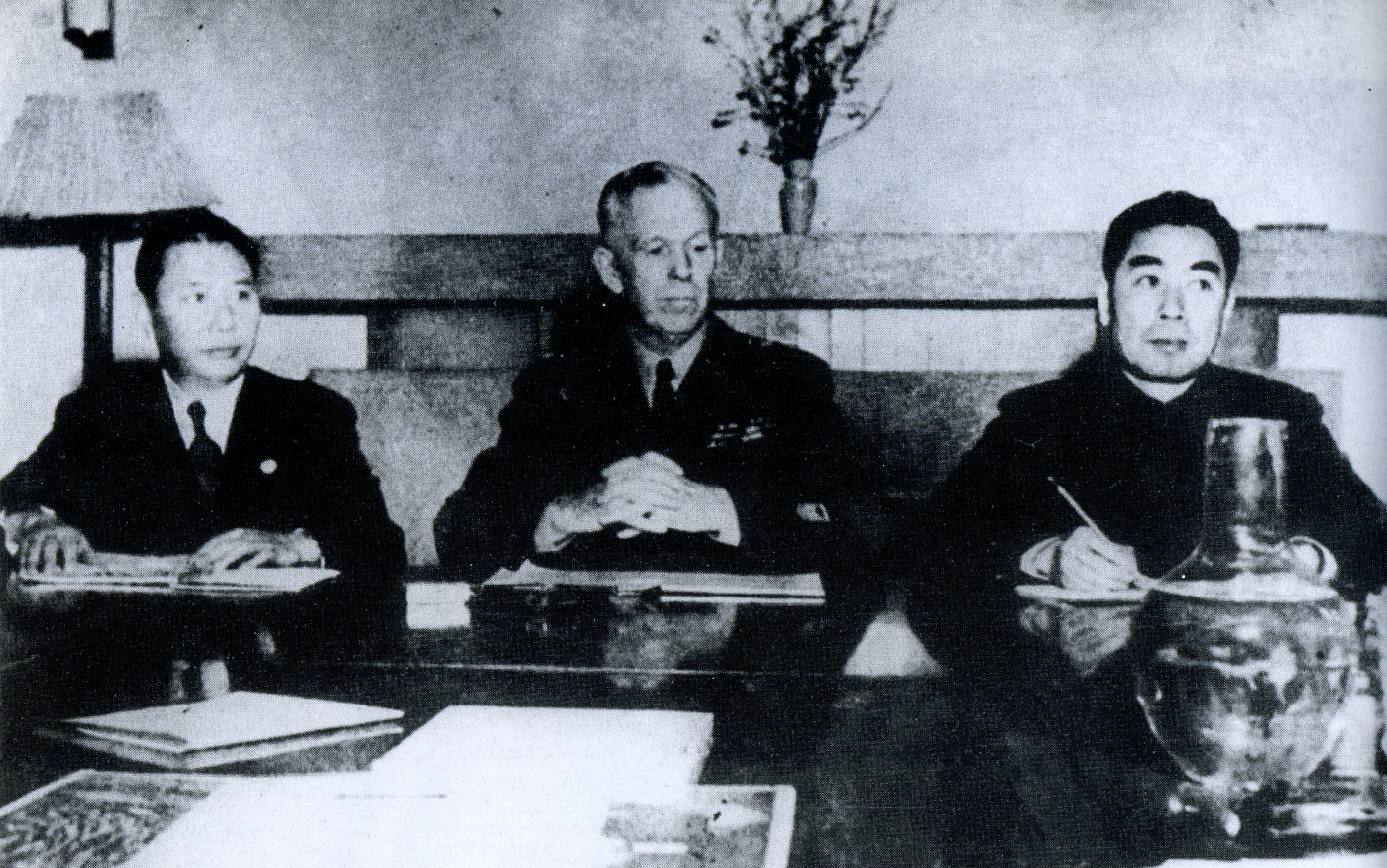
由左至右是张羣、马歇尔、周恩来

#### 參與國共談判
抗戰勝利後，作為中國國民黨方面三個代表之一參與國共談判。1945年11月1日，張羣、王世杰、邵力子與周恩來、王若飛在重慶繼續談判避免衝突、恢復交通，政府代表將對中共10月30日所提四點提案之覆案交給中共代表；財政部派陳果夫為中國農民銀行董事長，原任孔祥熙免職:7882。1946年1月10日，国民政府代表張羣与中国共产党代表周恩來簽署《關於停止國內軍事衝突、恢復交通的命令和聲明》，與1月5日达成之《關於停止國內軍事衝突的協議》同時公布，停戰命令規定於1月13日24時起全國一律停戰；張羣、周恩來簽訂建立軍事調處執行部協議，規定：軍調部設北平，設委員會三人，國民政府代表鄭介民，中共代表葉劍英，美國駐華代辦羅伯遜充任主席，各有表決、互讓權，事宜須經三人一致通過，三人不能協議之問題，應提交軍事三人小組決定之:7951-7952。1月11日，國民政府令：何應欽、程潛、白崇禧、徐永昌、陳誠、張治中、李濟深、何鍵、張羣、馮玉祥、宋子文、宋美齡、戴笠、康澤、蔣經國等黨、政、軍要員82人各給予忠勤勳章:7953。
1947年1月9日，張羣與中國民主社會黨張君勵、中國青年黨曾琦、左舜生會談改組政府、恢復和談等事:8261。1月14日，蔣召見張羣，商談改組政府問題:8265。1月15日，司徒雷登分晤張羣及中共代表王炳南:8266。1月20日，張羣、陳立夫訪中國青年黨曾琦、左舜生等，吳鼎昌、王世、雷震訪中國民主社會黨張君勵、伍憲子等，邀請兩黨參加政府；兩黨均表示須經黨內討論決策:8270。
3月3日，中共代表董必武回中共辦事處後，即往訪張治中，詢問政府有無致中共人員撤離南京、上海、重慶三地之正式公函，及政府是否表示決心用軍事方式解決國共問題；繼訪張羣，商談有關重慶、成都兩地中共人員撤退問題:8302。

#### 重慶行轅主任
1946年4月23日，國民政府令：
軍事委員會委員長重慶行營予以恢復設置，原設成都行轅撤銷，所有業務歸併重慶行營辦理，特派何應欽為行營主任，未到任前由張羣兼任:8039。
5月1日，軍事委員會委員長重慶行營正式成立，張羣兼代行營主任:8044-8045。
1947年2月17日，重慶行轅主任張羣在成都召集會議，討論「進剿」川康民變武裝，會後抵重慶稱：已責成川康綏靖公署負責此事；西康民變武裝5,000人集結於雅安以東數里之地準備發動攻擊:8290。

#### 擔任行政院院長

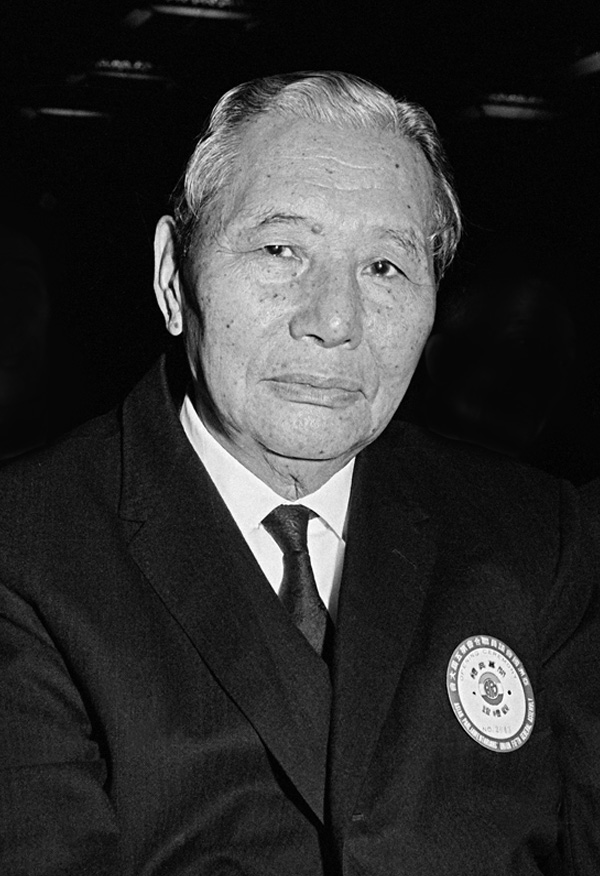
行政院官方肖像

1947年4月，行政院改組，任命張羣為院長，青年黨、民社黨人士與社會賢達，均加入行政院:51。4月23日，行政院院長張羣廣播施政方針：追求和平，恢復統一，完成行憲準備，突破經濟難關，改善人民生活，並與各友邦和平相處:8340。4月28日，行政院院長張羣主持全國經濟委員會，商討有關物價波動之對策:8343。
5月1日，行政院院長張羣在立法院例會報告施政方針:8345。5月7日，張羣在國務會議報告物價波動情形及調整公教人員待遇及生活指數解凍問題:8350。5月9日，行政院舉行檢討會，決定調整公教人員待遇，解凍生活指數；張羣出席國民參政會駐會委員會，報告物價問題:8351。5月10日，蔣與張羣研討經濟、物價及加薪等問題；行政院物價委員會調整上海市工資:8352。5月13日，行政院決議改組四川省政府，兼省主席張羣辭職，以鄧錫侯為主席；漢口、西安、廣州、瀋陽改為院轄市:8353。5月14日，行政院會議決定，軍公人員待遇自本月起增加85%:8354。5月21日，行政院院長張羣向國民參政會報告政府工作:8357。5月27日，國民政府令免國民政府主席重慶行轅主任何應欽、兼代主任張羣職；特派朱紹良為國民政府主席重慶行轅主任，蕭毅肅為副主任:8362。5月31日，行政院善後救濟總署上海分署正式結束，遺留事務將由總署賑恤廳繼續辦理，救濟部分移交社會救濟會主持:8365。6月4日，行政院舉行會議，決議：海南島設立特別行政區，並設建省委員會，籌備建省之方案，其圍包括三部分；省會設於海口:8367。
7月5日，張羣就「戡亂動員」對中央社記者發表談話，稱「以戡亂求統一，以苦幹謀復興」:8379。7月7日，張羣主持行政院賑災會議，決議採取切實有效之救濟辦法，救濟各地災民；本年度已撥賑款252億元:8380。8月5日，行政院通令簡化政治機構，其辦法為：一、中央機關各院、部、會、處、廳應竭力裁並，凡所司職責相同者，不准有兩個以上同時設立；二、中央在各省、市、縣應盡量少設直屬機構，凡委托地方政府執行之事，應由地方政府代行；三、省、市、縣各機關應盡力裁併，以能行使中央及地方政府之任務為限；四、事業機關雖其事業性質重要，但國庫暫無力負擔其事業者，應即撤銷:8393。8月13日，張羣就外商投資工業問題發表聲明稱，外商可以直接投資之工業範圍有：大型動力機、工具機、汽車、機車、飛機、大船製造業；除政府獨營之兵工廠、鑄幣廠、主要鐵路、大規模水力發電廠外，中國政府對於外商與中國人合資舉辦工業尤表歡迎:8396。8月24日，中國民主同盟主席張瀾就該盟本年來在陝西、瀋陽、成都、榆林等地被捕盟員，迄今尚未釋放，而7月份又在桂林、南寧等地發生逮捕該盟盟員楊榮國、張畢來等10餘人事件，特向行政院長張羣提出書面抗議:8400。8月25日，行政院通令整飭縣政，緊縮機構，充裕財源，減少縣長兼職，慎選縣役員吏:8401。8月27日，國民政府暨中央各機關在國府大禮堂舉行儀式，紀念孔子誕辰，蔣親臨主持，到于右任、戴季陶、張羣、吳鼎昌、曾琦、吳鐵城、白崇禧、邵力子、張厲生、陳啟天等300餘人:8402。
9月2日，張羣對美國記者談魏德邁聲明，謂有甚多事情為魏氏所不知，魏氏建議之改革辦法正在實行；魏氏來華之結果，「將不致使中國政府之內政與外交政策有所變更」:8405。9月5日，行政院公布《後方共產黨處置辦法》，凡12條，規定：「凡願遵照本辦法脫離共產黨手續者，應自動覓具妥實保證，依限申請登記」；「核准登記之人，得施以感訓及勞役」；「共產黨員或為共產黨工作人員，潛伏後方」，不為登記之申請，「應由當地治安機關一律予以逮捕」；「共產黨在各地組織之機關團體，一律予以封閉」:8406。同日，行政院臨時政務會議通過《節約監督委員會組織規程》及《厲行節約消費之各項辦法》：一、營業性跳舞決定在9月底前一律禁絕，以後問題俟禁絕後再議；二、私人使用汽車限制辦法；三、筵席消費節約實施辦法；四、新聞紙、雜誌及書籍用紙節約辦法；五、厲行守時運動實施辦法；六、厲行節約消費檢察辦法:8407。9月6日，12月20日，張羣對美國記者談話，稱中國外交獨立自主政策及對日和約所持政策迄今並無更改:8473。
1948年2月，行政院院長張羣宣布勵行10項改革，以自助配合外援:53。5月18日，行政院舉行最後一次政務會議，決定由行政院長張羣領銜向國民政府提出行政院總辭職書:8604。張羣同時表示自己無意擔任行憲後之行政院長一職:8604。蔣偕夫人飛赴牯嶺，召見孫科、張羣、吳鐵城等商談國事:55。1948年被蒋中正聘為總統府資政。

#### 撤離中國大陸
1949年1月，蔣接見孫科、張羣等，商談政局:57。1月15日，蔣邀張羣、陳立夫、王世及民社黨、青年黨領袖，對中共所提「和談八條件」，交換意見:57-58。1月21日，蔣任命張羣為重慶綏靖公署主任:239。1月28日，與陳立夫、鄭彥棻同來溪口與蔣介石「度歲」:145。3月18日，在廣州張羣3月19日要回四川，他正抗拒何應欽壓力，不肯接受政務委員職務，但稱如果何堅持，他會接受，但會花很少時間在南京:89。4月2日，重慶綏靖公署主任張羣於是晚離南京遄赴溪口，向蔣介石報告此次中國國民黨中常會交換和談問題之經過情形:8862。4月5日，張羣再到溪口:178。4月7日，蔣介石同張羣商談，「準備對李宗仁坦直以利害」:179。

#### 西南軍政長官
1949年4月25日，西南軍政長官公署軍政長官張羣發布通令；一、所有違反國家及人民利益，妨害社會秩序之言論行為，必須予以取締。二、一切妨害生產，浪費物資及壟斷兼併者，必須予以制裁。三、一切樹植非法武力，擾害地方，或潛伏城市、鄉村之各種組織，必須予以清除:8893。
後任行政院政務委員。
9月3日晚，盧漢致電張羣，表示願至重慶，請派飛機至昆明相接。9月3日，張羣打消辭意，自廣州返重慶，內政部長李漢魂、財政部長徐堪同行:9008。9月26日，蔣和李宗仁懇談當前局勢，又與吳鐵城、閻錫山、邱昌渭、葉公超、張羣討論外交問題:9018。12月7日，西南軍政長官張羣呈請辭職，張羣准予免職。
12月8日晨，蔣指示黃少谷致電張羣告知劉文輝、鄧錫侯自成都秘密出走:40-41，囑其偕余程萬、李彌、龍澤滙3位軍長速返成都一行:257。下午4時，張羣返抵成都，向蔣報告與盧漢會面情形。12月9日上午，復與余程萬、李彌、龍澤滙等飛往昆明。「飛機在昆明被扣」:280。12月12日，張羣由昆明脫險抵達香港:281。12月16日到台灣，蔣於正午約談，「聆取其在昆明被扣之詳情」:283。

### 晚年經歷
到台灣後，1954年任總統府秘書長。1957年9月，蔣中正派特使張群飛日本報聘:89。1963年5月，再度訪日，與前首相岸信介、首相池田勇人及朝野人士商談「中日全面合作、共同積極反共」。1964年8月，總統府秘書長張群啣命訪問日、韓:108。在韓國時獲總統朴正熙贈以一等樹交勳章，並獲韓國首爾大學頒贈名譽法學博士。1965年11月，任天主教大公會議閉幕典禮中華民國特使，會後訪問歐亞中東十四友好國家。1966年2月，任第一屆國民大會第四次會議主席團主席。1967年8月，任中華文化復興委員會委員；12月，任慶賀賴比瑞亞總統、副總統就職典禮特使，順道訪問象牙海岸，歸途訪問美國。1968年，獲美國聖若望大學頒贈名譽法學博士。1969年4月，任第十屆中央評議委員及主席團主席。1971年3月，任中日文化經濟協會名譽理事長；7月，獲韓國成均館大學頒贈名譽政治科學博士。1972年2月，任第一屆國民大會第五次會議主席團主席。3月，與秘密回台的台灣獨立運動家辜寬敏會面，稱台灣獨立做不到，為辜氏所駁斥:108。5月，蔣中正以鄭彦棻為總統府秘書長:128。8月，獲頒一等卿雲勳章。
1974年7月，夫人馬育英女士病逝。1975年4月，總統蔣中正逝世，張群任治喪大員之一。1976年11月，連任第十一屆中央評議委員、主席團主席。1977年5月，獲東吳大學校長端木愷頒贈榮譽文學博士。1978年2月，任第一屆國民大會第六次會議主席團主席。1979年5月，獲頒中山獎章。
1980年六月，任中正紀念堂指導委員會委員。1981年4月，任第十二屆中央評議委員、主席團主席。1982年3月，獲中國文化大學頒贈名譽文學博士學位。1983年4月，好友、國畫大師張大千逝世，任張大千先生治喪委員會主任委員。1984年2月，任第一屆國民大會第七次會議主席團主席。1987年5月，百齡誕辰，蔣經國親自頒贈張氏中正勳章一座。1988年1月，蔣經國病逝，李登輝繼任總統，特派張群為治喪大員之一；7月，連任第十三屆中央評議委員、主席團主席。1989年春，辭去國民大會代表職務。1990年6月，為張學良將軍九秩誕辰，張群領銜發起，假臺北圓山大飯店為其祝壽。
1990年12月14日，因腎功能衰竭病逝台北，享嵩壽102歲（虛齡）。著有《中日關係密錄》等。

## 榮譽

### 中華民國勳章獎章
- 一等景星勳章（1944年頒授）
- 中正勳章（1987年5月9日於台北總統府頒授[20]）